# Аи Боски Кастелминио (Тревизо)
Аи Боски Кастелминио (итал. Ai Boschi Castelminio) је насеље у Италији у округу Тревизо, региону Венето.
Према процени из 2011. у насељу је живело 56 становника. Насеље се налази на надморској висини од 28 м.